# Jean Bourré
Pour les articles homonymes, voir Bourré (homonymie).
Jean Bourré (1424-1506) est un homme d'État français marié à Marguerite de Feschal. Ses armes étaient d'argent à la bande fuselée de gueules de 5 pièces.

## Biographie

### Origine
Jean Bourré est issu d'une famille de bourgeois de Château-Gontier en Anjou. Il étudiait en droit à Paris en 1445, et âgé seulement de 22 ans, il était déjà depuis plusieurs années au service du futur Louis XI, qui n'est encore que le Dauphin, vers 1442. Ce dernier prit l'habitude bientôt de l'employer à la direction de ses plus gratis faitz et affaires. .

### Proche des rois de France
Il devient par la suite secrétaire et maître des comptes, il est anobli par des lettres patentes de novembre 1465.
Il fait en 1468 des largesses à la Vraie-Croix de Saint-Laud (dans la collégiale St-Laud d'Angers) et l'emprunte même en 1469 au nom du roi. 
Il est fait trésorier de France le 4 septembre 1474, sous le règne de Louis XI. Il continue d'exercer ses charges sous Charles VIII, dont il fut le gouverneur, jusqu'à la mort de celui-ci en 1498. Dans une lettre datée du 8 février 1495 que Charles VIII lui adresse pendant la première guerre d'Italie, il lui donne le titre de Président des comptes.

### L'Anjou
Il acquiert la baronnie d'Entrammes de la Famille de Rochechouart pour 6 000 écus d'or au coin du roi le 28 juin 1482, et le 11 juillet suivant, « estant occupé continuellement à l'entour de Mgr le Dauphin », rend hommage par procureur au château de Laval. Pareil hommage fut rendu au duc d'Alençon, vicomte de Beaumont, à Blois, le 2 novembre 1483. Il achète la terre d'Entrammes, le 28 juin 1482, de Jean de Pontville, vicomte de Rochechouart. Il eut aussi Fontaine-Milon et Corzé. 
Le 13 septembre 1485, Charles VIII, dont il avait été le gouverneur, récompense sa fidélité quelque temps qui ait couru en le nommant capitaine du château d'Angers. Il s'était du reste depuis longtemps accoutumé en Anjou et avait présidé par ses démarches et son intervention active aux œuvres de la politique royale, à la transformation du duché en province, de la ville en municipalité.
Riche et puissant, il revient établir sa fortune en Anjou. De son séjour en Bourgogne et en Flandre, Jean Bourré a rapporté une passion pour la construction et les beaux arts. Il y fait construire sur ses nombreux domaines plusieurs châteaux : à Vaux, Jarzé, et le Plessis-de-Vent dit aujourd'hui château du Plessis-Bourré à Écuillé, qui attestent encore son opulence et son goût des beaux-arts. 
Son portrait et celui de Marguerite de Feschal, dame du/de Coudray († peu après 1492), qu'il avait épousée le 12 novembre 1463, se voyaient jusqu'au début du XXe siècle dans les vitraux de la chapelle du Plessis, et n'existent plus qu'en dessin dans le portefeuilles de Gaignières (voir sur gallica.bnf). Il demeure à Jarzé deux toiles apocryphes qui les représentent en costume du temps de Louis XIII, quoique datées du XVe siècle. La Bibliothèque nationale de France, entre autres documents originaux qui concernent Jean Bourré, possède un recueil de lettres écrites ou reçues par lui.

### Alchimie?
En 1945, l'hermétiste Eugène Canseliet publie Deux logis alchimiques, en marge de la science et de l'histoire qui prolongent Les demeures philosophales de Fulcanelli, et dans lequel il affirme que le château du Plessis-Bourré est orné de symboles alchimiques et ésotériques. Il n'y a cependant aucun élément historique qui permette cette interprétation, et « l'idée que des monuments ou des œuvres d'art contiennent un symbolisme alchimique ne remonte qu'au XVIIe siècle »,.

### Postérité
Jean Bourré et Marguerite de Feschal eurent quatre enfants, :  
- René Bourré (1471-1501), enfant d’honneur du Dauphin Charles (VIII), puis panetier ordinaire du Roi et capitaine de Pontorson ; il accompagne Charles VIII dans la campagne d’Italie ; il épouse en 1496 Marguerite de la Tour Landry, mais meurt sans descendance
- Anne Bourré (1473-vers 1540) épouse en 1489 François II de La Jaille-Saint-Michel, sire de Durtal et Mathefelon (1465-1520), avec en dot Grez, Corzé, Marans ; elle meurt à Angers en 1538/1540, sans enfant : ses biens passent à la sœur de son mari, Marguerite de La Jaille, femme de René de Scépeaux
- Charles Bourré l'Aîné (1475-1499) : il étudie le Droit à Poitiers, devient Trésorier de France en 1492, puis Trésorier de l’Ordre de Saint-Michel en 1498. Il se ruine en tableaux et manuscrits, et meurt (prédécédé) tellement endetté que son père Jean Bourré demandera l’inventaire avant d’accepter sa succession
- Charles Bourré le Jeune (1483-1534) étudie à Paris, au collège de Navarre ; son père l'appelait affectueusement mon petit gars Charles ; il suit Louis XII et François Ier dans les campagnes d’Italie, et meurt en ayant aussi dilapidé sa fortune : il dut vendre la châtellenie de Longué à Jehan Bernard d'Etiau en 1530. Il sera le seul à assurer une descendance : il épouse sa cousine maternelle Catherine de Chaourses (de Sourches) de Malicorne en avril 1502 (celle-ci meurt dès 1504 sans laisser d'enfant), puis il se remarie dans les six mois, en avril 1505, avec Jeanne de La Jaille, une cousine de son beau-frère François, et ils auront cinq enfants :
  - Claude Bourré (sans alliance ? ; ou bien c'est une fille, mariée avec postérité ?)
  - Jean Bourré, chevalier de St-Michel, sans postérité
  - François Bourré, marié à Marie († 1577), fille de Guy de Maillé-Brézé, sire de Brézé († 1551), d'où Charles Bourré
  - René Bourré (vers 1506-1583), x 1545 Françoise de La Chapelle-Rainsouin, d'où : 
    - - René Bourré († 1589) ; - Yolande Bourré ; et - Renée Bourré, qui transmet Jarzé et Le Plessis-Bourré à son mari et lointain cousin René du Plessis de la Roche-Pichemer (épousé en 1572, né en 1551 et † en 1607, fils de Louis du Plessis et Françoise de Feschal : l'ancêtre commun à Françoise et Marguerite de Feschal ― la femme de Jean Bourré ― est Louis de Feschal, l'arrière-grand-père de ladite Marguerite), d'où les du Plessis de Jarzé : Postérité et succession des fiefs principaux...

  - Marguerite Bourré, x 1542 Jean III de La Barre, sgr. de la (Haute)-Brosse (à Cuzay), Montbrillais et Monbuez (Le Bué à Niré) en Loudunais : Postérité[14].

## Sources
- Notice sur le Plessis-Bourré dans le Maine et l'Anjou de M. de Wismes
- Notices et documents, t. I, p. 367 et t. Il, p. 37 et 191.
- Archives départementales du Maine-et-Loire. Série E 1739- 1793 ; Série G, Chapitre de Saint-Laud et Chapitre de Jarzé.
- Société industrielle d'Angers, t. XVIII, p. 400; t. XIX, p. 94.
- Bibliothèque nationale de France, Mss. fr. 9914, f. 185 et 136.
- Article et iconographies dans Célestin Port, Dictionnaire Historique de Maine et Loire, 1878.
- « Jean Bourré », dans Alphonse-Victor Angot et Ferdinand Gaugain, Dictionnaire historique, topographique et biographique de la Mayenne, Laval, A. Goupil, 1900-1910 [détail des éditions] (BNF 34106789, présentation en ligne)